# Eusebio Di Francesco
Eusebio Di Francesco  est un footballeur international italien, né le 8 septembre 1969 à Pescara, dans les Abruzzes, reconverti entraîneur.

## Biographie

### Carrière de joueur
Eusebio Di Francesco commence sa carrière avec les équipes d'Empoli et de Lucchese-Libertas. En 1995, il rejoint Piacenza, où il a l'occasion de jouer régulièrement dans l'élite. En 1997, il signe à l'AS Rome, remportant un titre de champion d'Italie en 2001 avec les Giallorossi.  Il dispute également les quarts de finale de la Coupe de l'UEFA en 1999 avec la Roma.
C'est au cours de son passage à l'AS Rome qu'il est appelé en équipe nationale italienne, où il va faire quelques apparitions. Il réalise sa première sélection le 5 septembre 1998, contre le Pays de Galles. L'Italie s'impose 0-2 à Liverpool dans ce match rentrant dans le cadre des éliminatoires de l'Euro 2000. Il marque son seul et unique but avec l'Italie le 16 décembre 1998, lors d'un match amical célébrant les 100 ans de la FIFA. Il joue son dernier match le 26 avril 2000, en amical contre le Portugal (victoire 2-0 à Reggio Calabria).
Après quatre ans à l'AS Rome, il accepte de revenir à Piacenza, pour 2 milliards de lires italiennes. Il termine sa carrière de footballeur en 2005, après de brefs séjours avec Ancône et Pérouse. 
Le bilan de la carrière en club d'Eusebio s'élève à 252 matchs en Serie A, pour 32 buts, et 17 matchs en Coupe de l'UEFA.

### Reconversion
Après sa retraite en tant que footballeur, il devient Directeur sportif du club de Val di Sangro (qui évolue en Serie C2) en 2007. Au début de la saison 2008-2009 du championnat de Lega Pro Prima Divisione, il est nommé entraîneur du club de Virtus Lanciano. Il est finalement limogé en janvier 2009 en raison de mauvais résultats. 
Il devient ensuite entraîneur de Pescara lors de la saison 2010-2011 de Serie B. Il emmène le club à la 13e place de Serie B en le faisant jouer un football attrayant. En juin 2011, Di Francesco quitte Pescara par consentement mutuel pour rejoindre le club de l'US Lecce. Il est finalement démis de ses fonctions le 4 décembre 2011, après un début de saison compliqué qui voit son équipe ne prendre que 8 points en 13 journées.
Le 19 juin 2012, Eusebio Di Francesco est nommé entraîneur du club de Serie B, l'US Sassuolo. À la fin de la saison 2012-2013, il réussit à remporter le championnat de Serie B. Le club est alors promu en Serie A. 
Il est toutefois limogé le 28 janvier 2014, après une série de mauvais résultats. Cependant, il est rappelé à ce poste le 3 mars 2014, après que les résultats ne se soient pas améliorés en son absence. Avec son retour, les résultats vont s'améliorer et Eusebio Di Francesco réussi à sauver Sassuolo de la relégation grâce à une série de résultats positifs (13 points dans les sept derniers matchs de la saison). En juin 2014, il est annoncé que Eusebio Di Francesco a signé une extension de contrat avec Sassuolo jusqu'en juin 2016.
Le 13 juin 2017, il devient le nouvel entraîneur de l'AS Rome, où il signe un contrat de deux ans. Le 7 mars 2019, après la défaite 3-1 de l'AS Rome face au FC Porto et donc l'élimination du club en huitièmes de finale de la Ligue des Champions, il est licencié.

## Vie privée
Eusebio Di Francesco a un fils : Federico (en) (né en 1994), qui suit les traces de son père en devenant footballeur lui aussi. Il joue actuellement à Sassuolo. Eusebio Di Francesco porte ce prénom en hommage à la légende du football portugais Eusébio, très apprécié par son père.

## Palmarès

### En tant que joueur
- AS Rome
  - Champion d'Italie en 2001.

### En tant qu'entraîneur
- US Sassuolo
  - Champion de Serie B en 2013.